# Gina Pane
Gina Pane (ur. w 1939 w Biarritz, zm. w 1990 w Paryżu) – włoska artystka, mieszkała i tworzyła we Francji.
Gina Pane ukończyła Paryską Akademię Sztuk Pięknych w 1966 roku. Początki jej twórczości związane są z malarstwem geometrycznym, bliskim koncepcjom Bruce’a Naumana i Roberta Morrisa, wzbogacone pewnymi rozwiązaniami formalnymi, których tematyki nawiązują do jej późniejszych prac. Gina Pane w pewnym momencie swego życia zaczyna interesować się tematyką ciała w ścisłym związku z naturą. Znana jest przede wszystkim z performance, które wystawiała jako artystka body art w latach siedemdziesiątych. W swojej twórczości eksplorowała temat cierpienia i bólu ciała. W swoich akcjach cięła ciało brzytwą, pochłaniała pokarm w sposób budzący obrzydzenie, rozbijała ciałem oszklone drzwi. W 1978 roku założyła pracownię performance’u w Centrum im. Pompidou. Od 1980 artystka wykonywała instalacje. Kulminacją tych wszystkich działań było powstanie cyklu Partitions, poświęconego świętym i męczennikom. Pane układała z różnych materiałów (rżnięte szkło, kute metale, drewno) proste formy geometryczne, nawiązujące do religijnej symboliki, w której można dopatrzyć się tradycji chrześcijańskiej, pierwotnych kultów, „mistyki zawartej w konstruktywizmie” i aluzji do umęczonego ciała. Cierpienie, krew, ofiara dla Giny Pane są środkami zmierzającymi do usunięcia estetycznego kłamstwa, poprzez zaangażowanie ciała artysty w jego dzieło, mające udowodnić i poświadczyć nieuświadomione przymusy narzucone przez zachowania społeczne. Pane mówiła: Przeciwstawiam gestom dekadenckim, gest pierwotny. Dynamizmowi – powolność, powierzchni – wnętrze, pustce – głębię.
Laure Z 1977 to akcja Giny Pane zainspirowana tekstem młodej kobiety, opublikowanym przez Georges’a Bataille’a i Michela Leirisa, zatytułowamnym L’ Historie d’une jeune fille. Akcja zaczyna się od tego, że artystka w okularach zakrytych kawałkami zielonego filcu, bawi się małym, trzydziestocentymetrowej wysokości manekinem przedstawiającym kobietę, następnie zaś wbija sobie w ramię małe igiełki przewiązane różnokolorowymi nitkami. W tym samym czasie asystentka wystukuje na maszynie fragment tekstu.
W przeżyciach swojego ciała artystka poszukuje „uświadamiania sobie własnych urojeń”, które są odbiciem mitów stworzonych przez społeczeństwo. Koncepcje rzeczywistości i tożsamości są bardzo ważne w twórczości Giny Pane: sprzeciwiają się nierzeczywistemu, idealnemu lub karykaturalnemu wizerunkowi kobiety w zachodnim społeczeństwie.
Azione Sentimentale to jej najsławniejsza performance zrealizowana w 1973, której kompozycja złożona z kilku części ilustruje męczennictwo poprzez samookaleczenie artystki. W jednej z galerii Gina Pane, ubrana na biało przynosi bukiet czerwonych róż, od których odrywa kolce i wkłuwa je w swoją rękę. Powoli, monotonnie postępuje tak ze wszystkimi różami pozwalając krwi spływać delikatnie po dłoni. Białe róże pod koniec przedstawienia stają się czerwone. Róże są symbolem piękna i miłości, która potrafi sprawiać cierpienie i ból. Artystka poprzez samookaleczenie metaforycznie przywołuje nam doświadczenia związane z pięknem i cierpieniem, jakie przynosi życie i miłość.